# Петниста нотура
Петниста нотура (Nothura maculosa) е южноамерикански вид птица от семейство тинаму. Видът е широко разпространен в тревистите равнини югоизточната част на континента. На външен вид наподобява на яребица. В някои страни е обект на лов.

## Разпространение
Видът е разпространен в източна Бразилия, северна и централна Аржентина, Парагвай и Уругвай. Обитава предимно открити равнини на надморска височина до 2300 метра.

## Подвидове
- Nothura maculosa maculosa – в югоизточна Бразилия, североизточна Аржентина, източен Парагвай и Уругвай.
- Nothura maculosa major – Минас Жерайс, Баия и Гояс.
- Nothura maculosa nigroguttata – Рио Негро и Неукен
- Nothura maculosa cearensis – южната част на щата Сеара
- Nothura maculosa paludivaga – централен Парагвай и северната централна част на Аржентина.
- Nothura maculosa annectens – равнините на източна Аржентина.
- Nothura maculosa submontana – в подножието на Андите в югозападната част на Аржентина.
- Nothura maculosa pallida – в равнината на Гран Чако в северозападна Аржентина

## Физически характеристики
Петнистата нотура е с дължина на тялото около 24 – 25,5 cm. Горните части на тялото са кафяви с метален отблясък на перата. Надолу става пъстра с бели, черни и кафяви ивици, които оредяват по гърдите и под крилата. Горната част на главата е с преобладаващ черен цвят, а областта около гърлото е бяла. Общата тоналност на цвета варира значително в рамките на ареала и частично зависи от разликите в цвета на почвата.

## Начин на живот
Птиците се хранят с растителна и животинска храна – основно семена и дребни безгръбначни животни. В Аржентина в менюто преобладават животните. Птиците са изключително продуктивни. На два месечна възраст достигат полова зрялост като годишно са способни да отгледат средно по 5,5 люпила. Всяко от люпилата съдържа по 4 до 6 яйца. В мътенето участва и мъжкият индивид.